# Özer Özdemir
Özer Özdemir (* 5. Februar 1998 in Montivilliers) ist ein französisch-türkischer Fußballspieler.

## Karriere

### Vereine
Özdemir durchlief die Jugendmannschaften des Vereins Le Havre AC und wurde 2015 in den Kader der Reservemannschaft, der Le Havre AC II aufgenommen. Bei Le Havre befand er sich vier Spielzeiten lang sowohl im Mannschaftskader der Profimannschaft als auch der Reservemannschaft und absolvierte für beide Ligaspiele.
Zur Saison 2019/20 wechselte er zum türkischen Erstligisten Yeni Malatyaspor.
Nach sechs Einsätzen in der Süper Lig wechselte Özdemir innerhalb der Liga zum ägäischen Verein Denizlispor.

### Nationalmannschaften
Özdemir begann seine Nationalmannschaftskarriere 2012 mit einem Einsatz für die türkische U-16-Nationalmannschaft.